# Heriaeus horridus
Heriaeus horridus  (лат.) — вид пауков семейства Пауки-бокоходы (Thomisidae).  Встречается в России и Центральной Азии (Казахстан). Длина просомы самок от 2,7 до 2,9 мм, ширина от 2,6 до 2,7 мм. Длина просомы самцов 1,5 мм, ширина 1,5 мм. Эпигинум самки с овальной бороздкой, без выступающего капюшона. Глубокая морщина за канавкой, сосуды, стоящие сбоку к ней. Вентральный апофиз самца широкий и с кончиком, согнутым медиально. Ретролатеральный апофизис прямой, посередине с небольшим полуапофизом.  Наконечник эмболюса большой, изогнутый назад. Первые две пары ног развернуты передними поверхностями вверх, заметно длиннее ног третьей и четвёртой пар. Паутину не плетут, жертву ловят своими видоизменёнными передними ногами.